# 细枝水合欢
细枝水合欢（学名：Neptunia gracilis）为豆科细枝水合欢属下的一个种。其种加词来源于拉丁文“gracilis”，意为“细长的”。